# Abraham de Vermeil
Abraham de Vermeil, né à Cerdon en 1553 et mort à Paris en 1620, est un poète baroque français.

## Sa vie et son œuvre
Sa vie est très peu connue:  Le poète est anobli en 1593 par Charles Emmanuel, duc de Savoie, auquel il avait dédié un poème, et il est député de la noblesse du Bugey auprès de Henri de Navarre en 1605.
Vermeil est l'auteur d'une centaine de pièces en vers parues dans la Seconde partie des Muses Françaises ralliées de diverses parts (1600), rééditées dans Les Muses ralliées (1603), Le Parnasse (1607) et Le Temple d'Apollon (1611). Il est également l'inventeur, et seul maître, du muzain : un genre poétique composé de deux strophes, un quatrain et un quintil : 9 vers, pour 9 Muses.
On sait que Vermeil a aussi été l'auteur d'une Histoire de saint Louis, composée de 24 livres en vers héroïques. Son ami Nicolas Richelet, avocat au parlement de Paris, corrigea le manuscrit et lui envoya des vers latins en guise de préface. Le poème ne fut jamais imprimé. Resté entre les mains d'un parent de son auteur, il n'a jamais été retrouvé.

## Ores que je suis mort…
Ores que je suis mort, je vai, je viens, je vire,

Et quand j'estoi vivant j'arrestoi aux desers,

Je peuploi les rochers, or' je peuple les mers,

Je portoi fruict sans vie, ores mon fruict respire.

Le Ciel me tempestoit, or l'onde me martire,

Ma mere m'assit droict, et mon pere à l'envers,

Je fuis autant le vert, comme je suis le pers,

Mes cheveux m'esbranloient, ore une herbe m'inspire.

Ores je vai sans pieds et guerroie sans main,

J'enfante et englouti mon pere et mon germain,

Je suis dans l'Univers pleine de plusieurs mondes.

Devine, Richelet, est-ce point celle-là

Qui grise me vomit, et noire m'avala

Qui me mit dans le feu me retirant de l'onde ?